# Élection gouvernorale kalmouke de 2024
L'élection gouvernorale kalmouke de 2024 a lieu le 8 septembre 2024 lors des infranationales russes afin d'élire le chef de la Kalmoukie, l'une des 22 républiques de la fédération de russie. Le chef sortant Batou Khasikov brigue un deuxième mandat.

## Contexte

### National
L'actualité russe est marquée par l'invasion russe de l'Ukraine depuis 2022 ainsi que par la réélection de Vladimir Poutine en mars 2024, élection considérée comme non-libre. Le principal dirigeant de l'opposition russe, Alexeï Navalny, emprisonné depuis 2021, meurt en détention en février 2024.

### Régional
Batou Khasikov, ancien membre du Conseil de la fédération (2012-2014) et kickboxeur professionnel, a été nommé chef par intérim de la Kalmoukie en mars 2019. Il a remporté à une écrasante majorité les élections de septembre 2019 avec 82,54 % des voix. Khasikov a également nommé son prédécesseur, Alekseï Orlov, au Conseil de la fédération après l'élection. 
Le premier mandat de Khasikov a été tumultueux, car dès septembre-octobre 2019, quelques semaines seulement après l'élection de Khasikov, des manifestations ont balayé la république alors que la population s'opposait à la nomination d'Orlov au Conseil de la fédération et à la nomination du responsable de la république populaire de Donetsk, Dmitri Trapeznikov, au poste de maire d'Elista. Malgré les protestations, les nominations n'ont jamais été retirées. En octobre 2020, les dirigeants de trois factions du Khoural populaire de Kalmoukie – Parti communiste, Russie juste et, même, Russie unie – ont écrit une lettre ouverte au président Vladimir Poutine, dans laquelle ils accusaient Khasikov de mauvaise gestion de la pandémie de Covid-19, de manque de soutien aux agriculteurs et négligence générale. 
Lors des élections législatives russes de 2021, Russie Unie a sous-performé en Kalmoukie, le parti ayant perdu 18 points par rapport aux élections de 2016. Néanmoins, Khasikov a réussi à obtenir un siège à la Douma d'État à son allié Badma Bachankaïev, qui à son tour a battu lors des primaires la présidente sortante Marina Moukabenova, qui était considérée comme une remplaçante potentielle de Khasikov. Batu Khasikov a également renforcé ses positions après les élections législatives de 2023 en Kalmoukie, lorsque Russie unie a conservé sa majorité en remportant 23 sièges sur 27, et, ce qui est important pour Khasikov, lorsque ses détracteurs, comme l'ancien chef de faction de Russie unie, Saglar Bakinova, ont perdu leur siège au Khoural.
En mai 2024, lors d'une réunion avec le président Vladimir Poutine, le chef Khasikov a annoncé son intention de briguer un second mandat et a reçu le soutien de Poutine. 

## Système électoral
Le gouverneur est élu au scrutin uninominal majoritaire à deux tours pour un mandat de cinq ans. Est déclaré élu le candidat ayant recueilli la majorité absolue au premier tour. À défaut, les deux candidats arrivés en tête s'affrontent au second tour, et celui recueillant le plus de voix l'emporte. 

## Candidats
En Kalmoukie, les candidats  ne peuvent être nommés que par des partis politiques enregistrés. Le candidat à la tête de la Kalmoukie doit être citoyen russe et âgé d'au moins 30 ans. Les candidats à la tête ne doivent pas avoir de citoyenneté étrangère ni de permis de séjour. Chaque candidat, pour être inscrit, doit recueillir au moins 9% des signatures des membres et chefs de commune.  Les candidats présentent également 3 candidatures au Conseil de la fédération et le vainqueur de l'élection nomme plus tard l'un des candidats présentés.
Fin avril 2024, le Khoural populaire de Kalmoukie a apporté des modifications à la loi électorale, abaissant le filtre municipal de 9 % à 7 %. 

### Déclarés
- Batou Khasikov (Russie unie), chef sortant de la république de Kalmoukie (2019-)[11].

## Résultats
| Candidats                | Candidats                | Partis                   | Votes   | %     |
| ------------------------ | ------------------------ | ------------------------ | ------- | ----- |
|                          | Batou Khasikov           | Russie unie              | 99 864  | 79.95 |
|                          | Mikhaïl Namrouïev        | Parti communiste         | 11 389  | 9.12  |
|                          | Aïssa Baïanova           | Nouvelles personnes      | 7 311   | 5,85  |
|                          | Iouri Khrouchtchev       | Parti libéral-démocrate  | 5 073   | 4,06  |
|                          |                          |                          |         |       |
| Votes valides            | Votes valides            | Votes valides            | 123 637 | 98,98 |
| Votes blancs et nuls     | Votes blancs et nuls     | Votes blancs et nuls     | 1 272   | 1,02  |
| Total                    | Total                    | Total                    | 124 909 | 100   |
| Abstention               | Abstention               | Abstention               | 78 795  | 38,68 |
| Inscrits / participation | Inscrits / participation | Inscrits / participation | 203 704 | 61,32 |